# Rosinus Lentilius
Rosinus Lentilius (* 3. Januar 1657 in Waldenburg (Württemberg); † 12. Februar 1733 in Stuttgart) war ein deutscher Arzt, Leibarzt des Herzogs in Stuttgart und Mitglied der Gelehrtenakademie „Leopoldina“.

## Leben
Rosinus Lentilius war der Sohn von Anna Rosina Erich und David Samuel Lentilius, einem hohenlohischen Kanzleidirektor. Rosinus Lentilius besuchte die Schule in Anspach. Schon mit 14 Jahren begann er sein Medizinstudium an der Universität Heidelberg, das er später in Jena fortsetzte. Dann starb sein Vater und Rosinus Lentilius war mittellos. Er arbeitete deshalb als Hauslehrer in Dobele im Kurland. In dieser Region konnten sich etliche Großgrundbesitzer Hauslehrer für ihre Kinder leisten. Von Dobele aus wurde Rosinus Lentilius als Oberarzt nach Crailsheim berufen. Später arbeitete er in Nördlingen und wurde dann Leibarzt des Herzogs Eberhard Ludwig in Stuttgart und des Markgrafen von Baden-Durlach. Er hinterließ einen Sohn, Wilhelm Friedrich Lentilius. Lentilius betätigte sich auch als Schriftsteller.
Am 31. Juli 1683 wurde Rosinus Lentilius mit dem Beinamen ORIBASIUS I. als Mitglied (Matrikel-Nr. 116) in die Leopoldina aufgenommen.

## Spätzleherstellung
Die Tradition der Spätzleherstellung in Schwaben lässt sich bis ins 18. Jahrhundert zurückverfolgen. Rosinus Lentilius befasste sich mit dieser Spätzleherstellung. Er fasste „Knöpflein“ und „Spazen“ als „alles was aus Mehl zubereitet wird“ zusammen.

## Schriften
- Disputatio Inauguralis Medica de Febre Tertiana Intermittente Epidemia, Meyerus Altdorffii 1680.
- Wolgemeintes Bedenken Uber die zu Frühlings- und Herbst-Zeiten unzeitig angestellte Präservir-Aderlaessen und wie solche zu bequemerer Zeit anzustellen, 1692
- De serpentum corona, 1696.
- Ad excelentissimum virum Dn. D. Ludovicum Christophorum Guckelinum, medicum Francofurtensem de hydrophobiae cause et cura, dissertatio Rosini Lentilii, Kühn Ulmae 1699.
- Brief an Johann Moritz Hoffmann, 1720.
- Neue Beschreibung des zu Göppingen im löbl. Hertzogtume Würtenberg gelegenen edlen, berühmt- und uralten Sauer-Brunnen, 1725
- mit Joannes Oechslin:	Der durch Gottes Gnade sich selbst helffende Artzt, 1733.